# Boginia
Boginia ist ein Dorf in Polen in der Woiwodschaft Łódź. Der Ort gehört zur Gmina Nowosolna.

## Geschichte
Im Jahr 1795 – die Gegend war zwei Jahre zuvor mit der zweiten polnischen Teilung als Teil Südpreußens zu Preußen gelangt – sollen vom Gut Skoszewy aus die drei deutschen Dörfer Głogowiec, Głąbie und Boginia gegründet worden sein, nach anderen Angaben begann die deutsche Besiedlung der Region erst im Jahr 1796. Die Bevölkerung des Ortes und stammte der Herkunft nach aus Pommern.
Von 1798 bis mindestens 1801 gab es im nahe gelegenen Głąbie eine Schule, die auch von den Kindern aus Głogowiec und Boginia besucht wurde.
Im Jahr 1807 wurde die Region ein Teil des neu gegründeten Herzogtums Warschau, und ab 1815 gehörte sie zu Kongresspolen.
Im Jahr 1825 gab es in Boginia 12 Siedlerstellen mit 58 Einwohnern (incl. Gesinde), zehn Jahre später waren es nur noch 11 Feuerstellen, von denen 10 mit ausländischen Kolonisten besetzt waren, die 59 Angehörige hatten. Zu dieser Zeit gehörte der Ort, gemeinsam mit Załęże, Skoszewy, Głogowiec, Głąbie, Skoszewka und Grabina, in denen ebenfalls deutsche Siedler lebten, zur Grundherrschaft Warszewice.
Mit der Gründung des evangelischen Kirchspiels Brzeziny 1826 wurde Boginia dort eingepfarrt.
Im Jahr 1839 wird der Lehrer Daniel Redlow in Boginia genannt, für einige Zeit gab es also eine Schule direkt im Ort (später war Daniel Redlow in Jasień und Marianów tätig). Von 1842 an besuchten die Kinder aus Boginia die Schule in Głogowiec.
Ab 1859 bis 1954 gehörte Boginia zur Gmina (Gemeinde) Lipiny.
Ein Teil der deutschen Familien wanderte in den 1870er Jahren nach Wolhynien ab, die freiwerdenden Höfe gingen an polnische Familien über.
Im Ersten Weltkrieg lag der Ort mitten im Kampfgebiet der Schlacht um Łódź. Drei Höfe brannten in dieser Zeit nieder. Ob Personen zu Schaden kamen, ist nicht bekannt.
1935 lebten in Boginia noch etwa 60 Deutsche.
Zur Zeit der deutschen Besetzung im Zweiten Weltkrieg gehörte Boginia zum Reichsgau Wartheland.

## Verweise